# Nyctimene albiventer
Nyctimene albiventer är en däggdjursart som först beskrevs av Gray 1863.  Nyctimene albiventer ingår i släktet Nyctimene och familjen flyghundar. IUCN kategoriserar arten globalt som livskraftig.
Inga underarter finns listade i Catalogue of Life. Wilson & Reeder (2005) skiljer mellan två underarter.
Denna flyghund förekommer på Nya Guinea och på Moluckerna. Arten vistas i låglandet och i bergstrakter upp till 1900 meter över havet. Habitatet utgörs av regnskogar, andra skogar, savanner med trädgrupper och trädgårdar. Individerna vilar gömd i den täta växtligheten. Honor kan para sig under olika årstider och per kull föds allmänt ett ungdjur.
Arten når en kroppslängd (huvud och bål) av 8 till 9 cm, en underarmlängd av 5,5 till 6 cm och en vikt av cirka 45 g. Svansen är bara en liten stubbe. På ovansidan har den långa mjuka pälsen en gråbrun färg som är mörkare på ryggens mitt. Undersidan är däremot gulvit och vissa ställen kan ha en orange skugga. Det stora runda huvudet kännetecknas av stora ögon och rörformiga näsborrar. På öronen och på flygmembranen förekommer gulaktiga punkter.
Nyctimene albiventer letar på natten efter mjuka frukter och den äter även blommornas nektar. I magsäcken av några individer hittades dessutom rester av insekter. Hos andra arter av samma släkte är honan 4,5 till 5 månader dräktig och ungen diar sin mor 3 till 4 månader. Antagligen har Nyctimene albiventer ett liknande fortplantningssätt. Punkterna på vingarna tolkas som kamouflage.